# Dabangg (série de films)
Dabangg est une série de films d'action comiques indiens en langue hindi produits en commun par Arbaaz Khan, avec Salman Khan dans le rôle du policier titulaire Chulbul Pandey, Sonakshi Sinha dans le rôle de son amour Rajjo Pandey et Arbaaz Khan dans le rôle du demi-frère de Chulbul, Makhanchand "Makkhi" Pandey. L'œuvre originale est un film de 2010, intitulé Dabangg, réalisé par Abhinav Kashyap et produit par Dhilin Mehta,,.

## Aperçu

### Dabangg(2010)
Un policier courageux, honnête et diligent, l'inspecteur Chulbul Pandey (Salman Khan), fait face aux défis de sa famille, des gangsters et des politiciens dans le rôle de Chedi Singh (Sonu Sood).

### Dabangg 2(2012)
L'inspecteur Chulbul Pandey (Salman Khan) s'attire de nouveaux ennuis lorsqu'il tue le frère d'un politicien notoire et que l'ancien jure de semer le chaos dans sa vie en tant que Thakur Bachcha Lal Singh ( Prakash Raj ).

### Dabangg 3(2019)
L'assistant du surintendant de police Chulbul Pandey (Salman Khan) rencontre un ennemi de son passé, et son histoire d'origine en tant que policier intrépide se dévoile sous la forme de Balwant "Bali" Singh (Sudeep Sanjeev).

### Dabangg 4(film 2025)
Le commissaire adjoint de police Chulbul Pandey dans le rôle de Salman Khan rencontre un ennemi du passé et son histoire d'origine en tant que policier intrépide se dévoile Ravana Singh et Dushasana Singh et Duryodhana Singh et Gujjar Singh (Tinu Verma)

### Série animée
Une série animée basée sur la franchise cinématographique, également intitulée Dabangg, a été créée le 31 mai 2021 sous le titre Dabangg Animated TV Series sur Cartoon Network qui a également été produite par la même société et Cosmos Maya avec CN India,. Il a également été diffusé sur Pogo TV en février 2022.

## Films
| Film      | Date de sortie    | Directeur             | Scénariste(s)                                           | Histoire de           | Producteur(s)                                       |
| --------- | ----------------- | --------------------- | ------------------------------------------------------- | --------------------- | --------------------------------------------------- |
| Dabangg   | 10 septembre 2010 | Abhinav Singh Kashyap | Dilip Shukla, Abhinav Singh Kashyap                     | Abhinav Singh Kashyap | Arbaaz Khan, Malaika Arora Khan, Dhilin Mehta       |
| Dabangg 2 | 21 décembre 2012  | Arbaaz Khan           | Dilip Shukla                                            | Dilip Shukla          | Arbaaz Khan, Malaika Arora Khan                     |
| Dabangg 3 | 20 décembre 2019  | Prabhu Deva           | Dilip Shukla, Salman Khan, Prabhu Deva, Aloke Upadhyaya | Salman Khan           | Salman Khan, Arbaaz Khan, Nikhil Dwivedi            |
| Dabangg 4 | 20 décembre 2025  | Prabhu Deva           | Prabhu Deva et Rohit Shetty                             | Rohit Shetty          | Ajay Devgan, Salman Khan, Rohit Shetty, Arbaaz Khan |